# Kameni cvjetovi

## Uvod
Album "Kameni cvjetovi" objavljen je u proljeće 1999. godine.
Bio je to tek drugi studijski album u dotadašnjoj 37-godišnjoj karijeri Indexa
A, nakon više od 30 godina sviranja basa u grupi, u njoj više nije bio Fadil Redžić.
U još prilično konfuznoj situaciji na bosanskohercegovačkom glazbenom tržištu ili, bolje rečeno, na cjelokupnoj glazbenoj sceni, Indexi nisu mogli odmah pronaći domaćeg izdavača s kojim bi pregovarali o novom albumu, njegovom snimanju, promociji i distribuciji.
Novi diskografi su uglavnom male privatne tvrtke, tek u fazi razvoja, bez značajnih sredstava koja bi investirali u studijska snimanja, i djeluju uglavnom po principu "ili dobivamo gotov snimak ili ništa od posla". 
Croatia Records, jedina dostupna izdavačka kuća koja je mogla financirati album, nije bila zainteresirana za novi materijal Indexa. Navodno zbog toga što još nisu sasvim utihnuli negativni odjeci njihovog nastupa u Srbiji (sic!). 
U takvoj situaciji nije preostalo drugo nego da Indexi sami, preciznije Slobodan Bodo Kovačević, Davorin Popović i Sinan Alimanović, plate snimanje materijala. Vjerovali su u sebe i htjeli su to izgurati po svaku cijenu.
Većinu snimanja su obavili u studiju Muzičke produkcije TVBiH, a u finalnoj fazi jedan dio u studiju TV Ljubljana, gdje je urađeno i završno miksanje materijala.
Pošto je novo vrijeme diktiralo da se uz svako diskografsko izdanje obavezno moraju uraditi i video spotovi, trojka Indexa financira i taj dio posla, pa je grupa u produkciji TV Kantona Tuzla i RTV BiH snimila čak pet spotova (Snijeg pade na behar na voće, U inat godinama, Leptiru moj, Ruže i suze, te Poslije tebe). 
Eto, toliko su bili sigurni u svoju budućnost muzičari koji su već ušli u šestu deceniju života.
Nakon prvobitnih neuspješnih pregovora s Croatia Recordsom, ugovor je ipak postignut s izdavačkom kućom Nika Records iz Ljubljane. Njima su izdavačka prava ustupljena za fiksnu naknadu, uz klauzulu da nakon nekoliko mjeseci izdavačka prava dobije i domaća Halix produkcija Halida Muslimovića (nekadašnja novokomponirana narodnjačka mega-zvijezda), s kojom je ugovorena procentualna naknada od prodaje, uz obavezno ulaganje Halixa u promociju.

## Glazbene teme albuma
Album "Kameni cvjetovi" otvara kompozicija "Snijeg pade na behar na voće", Alimanovićeva obrada stare sevdalinke, u moderniziranom etno stilu i s diskretnim džezerskim štihom. 
Blistav trenutak ove fascinantne skladbe je kraki, ali impresivni dijalog Bodine gitare i hammonda Sinana Alimanovića, te svakako Davorovo pjevanje, koje se čini zrelijim nego ikada.
Zanimljiva je priča u vezi s tom starom narodnom pjesmom. 
Tokom pedesetak prethodnih godina pojavljivala se ona u raznim izvedbama, sa stihovima koji su glasili:
Snijeg pade na behar na voće
Neka ljubi ko god koga hoće
Međutim, Sinanu Alimanoviću, muzičkom producentu albuma, vrag nije dao mira. Prisjetio se da je njegova majka pjesmu pjevala drukčije i dao se u istraživanje, u kojem mu je pomogao Vinko Krajtmajer, profesor sarajevske Muzičke akademije. 
Uspjeli su ustanoviti da izvorni stihovi glase ovako: 
Snijeg pade na behar na voće
Daruj Bože ono ko šta hoće
A i meni što mi srce želi
Tko je i zašto promijenio stihove jedne stare narodne pjesme? 
Pretpostavljam, ni ovu sevdalinku nije mimoišao trend komunizma, koji je odmah nakon Drugog svjetskog rata počeo čistiti sve što se moglo očistiti od teističkih motiva. Novi bogovi su bili na zemlji, sveprisutni, nedodirljivi, ali bolno opipljivi kad naume dotaknuti. 
A nazivali su se, kakve li ironije – agnosticima!
Stoga je jedna nedužna poetska molba upućena onom gore zamijenjena raspašojem 'neka ljubi ko god koga hoće'. Mislili su, bolje to, nego da se narod truje...
Ta "komunistička verzija" toliko se usjekla u svijest da ćete na objavljenim koncertnim izvedbama pjesme čuti Davorina da pjeva nove, odnosno izvorne stihove, a publika svejedno nastavlja 'neka ljubi ko god koga hoće'...
Vratimo se albumu.
Iza te suvremene etno teme slijedi "U inat godinama", pomalo netipična za Indexe kakve poznajemo zadnjih četvrt stoljeća, jedna punokrvna čvrsta rokerska pjesma, a potom "Mjesto pod suncem", numera koja atmosferom još više vuče na zvuk i glazbene faze Indexa iz 70-tih godina. 
"Crno bijela pjesma" predstavlja tipične Indexe iz razdoblja najbolje pop faze, dok "Leptiru moj" donosi još jednu, vrlo kratku naznaku koketiranja s etno motivima, a onda opet nešto sasvim netipično za Indexe, "Ostrvo", instrumentalna skladba s gitarskim solažama u glavnoj ulozi. 
"Ruže i suze" su najpitkija pjesma albuma, s izrazito melodičnim refrenom, "Poslije tebe" je ugodna balada, dok pjesma "I bit ću lud" između dvije strofe donosi dah kabaretske atmosfere. 
Minimalistička i impresivna balada "I još deset" urađena je na stihove pjesnika Abdulaha Sidrana (stalna sklonosti Indexa prema pjesnicima i uz to rezultat intenzivnog ratnog prijateljevanja Dače i Sidrana), "Pukotina" je još jedna balada, kao i naslovna tema "Kameni cvjetovi", čijim uvodom dominira solo gitara. 
Album zatvara još jedna ambiciozna instrumentala, "Zamak".

## Tehnički podaci o albumu
Osnovni podaci o albumu: od ukupno 13 pjesama, 11 je komponirao Slobodan Kovačević (instrumental "Ostrvo" uradio je I. Vinković, a "Snijeg pade na behar na voće" je tradicional u glazbenoj obradi Sinana Alimanovića). 
Uz osnovnu aktualnu postavu grupe, gost je bila Ekaterina Averianova na čelu, te prateći vokali Željka Katavić-Pilj, Alen Mustafić i Dragoljub Savić, a na nekoliko pjesama bubnjeve je svirao Đorđe Kisić.
Cijelo snimanje obavio je Rajko Bartula, poznatiji po nadimku Doktor (preminuo 24. februara 2006.), čiji se snimateljski rad od osamdesetih godina u sarajevskim muzičkim krugovima ocjenjuje vrhunskim i Doktor se kao snimatelj potpisuje na sve najznačajnije albume izvođača koji su u prethodnih dvadesetak godina snimali u studiju Muzičke produkcije RTV Sarajevo.
Omot albuma kreirala je Ajna Zlatar (kćerka Ismeta Nune Arnautalića) koristeći fotografiju Indexa, jednu od onih načinjenih na njihovom davnašnjem prvom foto sessionu u Neumu 1963.
Tekstove na ovom albumu potpisuju Miroslav Pilj, Maja Perfiljeva, Abdulah Sidran, Željko Krznarić, te ni s te strane nikakvih zamjerki nema.

## Koncertna promocija albuma
Nažalost, koncertna promocija "Kamenih cvjetova" nije imala najbolje rezultate. Bez obzira na prilično dobru medijsku prezentaciju, izvršni producent promotivne turneje, koja je planirana za cijeli srpanj, izvjesni Fantom, bio je potpuni autsajder. Imponiralo je njemu voditi Indexe, ali u poslu rock produkcije nije imao nikakvo relevantno iskustvo. Pa je i turneja ispala fantomska, umjesto fantastična.
Zamišljena 22 koncerta po cijeloj BiH, najavljena od Bihaća, Banje Luke, Bijeljine, Tuzle i Zenice do Mostara, Neuma, Livna, Širokog Brijega i finala u Sarajevu, završila su posvemašnjim debaklom. 
U nekim gradovima koncerti nisu ni održani, u drugima su bili veoma slabo posjećeni i tek u nekoliko mjesta, u Bihaću, Odžaku i Sarajevu recimo - Indexi su doživjeli okus stare slave. 
"Kameni cvjetovi" u Sarajevu su promovirani tek 1. listopada, u obnovljenoj olimpijskoj dvorani Zetra.
U Sarajevu se već neko vrijeme najavljivalo ponovno otvaranje Zetre, teško oštećene u granatiranjima tokom rata. Indexi su htjeli biti prvi koji će u njoj svirati, pogotovo sad kada imaju i novi album. Termin koji su odabrali bila je subota, 2. listopada.
No, čekalo ih je iznenađenje – menadžer Đorđa Balaševića već je rezervirao dvoranu za isti dan. Naravno, bio je dovoljan samo jedan Davorinov telefonski poziv Balaševiću da ovaj odgodi svoj sarajevski koncert za petnaestak dana.
Davorin je htio održati obećanje iz "TV mosta" da će sam pozvati Gorana Bregovića da dođe nastupiti u Sarajevo, pa je menadžer Metanović obavio još jedan telefonski poziv. Avaj, problem: Goran Bregović je već imao zakazan koncert za 2. listopad u Berlinu!
No, i on je htio održati svoje obećanje da će prihvatiti Davorinov poziv, pa je dogovoreno – koncert će biti 1. listopada.
Indexima su se na sceni u Zetri priključili brojni nekadašnji članovi, Kornelije Kovač i Miroslav Maraus, te Miroslav Šaranović, Milić Vukašinović i Peco Petej. Trojica klavijaturista i četiri bubnjara! Spektakularno!
Tu su i znameniti gosti: Hanka Paldum, Hari Varešanović, Mladen Vojičić Tifa, sarajevski boy-band 7 Up, Seid Memić Vajta i, naravno, Goran Bregović. On je s Davorinom otpjevao "Ima neka tajna veza", poslije koncerta popio s njim samo "jednu za neraskidivo prijateljstvo", a onda avionom odmah odletio na svoj nastup u Berlinu. 
Koncert je, zbog simbolike, počeo pjesmom s novog albuma "U inat godinama". Ipak, formalnu promociju Indexi nisu iskoristili da izvedu sve ostale pjesme s "Kamenih cvjetova", nego jedva polovicu. 
Program je i dalje nosio stari repertoar, sa svim čuvenim temama iz sedamdesetih, a završen je standardnom intimnom himnom grupe, pjesmom "Svijet u kome živim".
Cijeli događaj je zabilježen na dvostrukom albumu, kojeg će Komuna objaviti iduće godine, pod nazivom "Posljednji koncert u Sarajevu". 
Koje li ironije - bio je to i prvi koncertni album Indexa u karijeri! 
Već sam lamentirao nad tom činjenicom, no ponovit ću – neprostivo je da ni jedan njihov raniji koncert, pogotovo iz 'zlatnog perioda' grupe (a nekoliko ih je snimila Televizija Sarajevo), ni jedan diskograf nije objavio kao live album.
Oko ovoga, pak, opet su se, kakvog li apsurda, potrudili sami Indexi, odnosno Davorin, Bodo i Sinan, koji su nakon financiranja albuma i spotova, platili i miksanje koncertnog materijala iz Zetre u studiju Dejana Pejakovića u Sarajevu.
(Korišteni inserti iz knjige U inat godinama Josipa Dujmovića i fotografije iz istoimene fotomonografije grupe Indexi.)

## Popis pjesama
- 1. Snijeg pade na behar na voće (tradicional – muz.obrada Sinan Alimanović)
- 2. U inat godinama (S.Kovačević – M.Pilj – S.Kovačević)
- 3. Mjesto pod suncem (S.Kovačević – M.Perfiljeva – S.Kovačević)
- 4. Crno bijela pjesma (S.Kovačević – M.Pilj – S.Kovačević)
- 5. Leptiru moj (S.Kovačević – M.Perfiljeva – S.Kovačević)
- 6. Ostrvo (instrumental; I.Vinković – R.Rihtman)
- 7. Ruže i suze (S.Kovačević – Z.Krznarić / R.Rihtman)
- 8. Poslije tebe (S.Kovačević – M.Pilj – S.Kovačević)
- 9. I bit ću lud (S.Kovačević – Z.Krznarić – R.Rihtman)
- 10. I još deset (S.Kovačević – A.Sidran – S.Kovačević)
- 11. Pukotina (S.Kovačević – S.Kovačević – R.Rihtman)
- 12. Kameni cvjetovi (S.Kovačević – I.Pinjuh – R.Rihtman)
- 13. Zamak (instrumental; S.Kovačević – R.Rihtman)